# سيمون ولفسون
سيمون ولفسون هو رائد أعمال ورئيس تنفيذي وشخصية أعمال وسياسي بريطاني، ولد في 27 أكتوبر 1967 في لندن في المملكة المتحدة. انتخب عضو مجلس اللوردات ‏ وقد انضم خلال فترته النيابية (18 يونيو 2010 – ) للكتلة البرلمانية حزب المحافظين.